# Jean II de Buisson de Bournazel
Pour les articles homonymes, voir Famille de Buisson de Bournazel, Familles de Buisson et Bournazel.
Jean de Buisson, comte de Bournazel, seigneur de La Voûte  (17 octobre 1736, château de Bournazel - 2 avril 1808, Château de La Voûte à Marmanhac), est un homme politique français.

## Biographie
Il vivait entre ses seigneuries de Bournazel en Rouergue et de La Voûte en Haute-Auvergne, lorsqu'il fut élu, le 27 mars 1789, député de la noblesse aux États généraux par la sénéchaussée de Villefranche-en-Rouergue. Il fut l'un des membres les plus discrets de la droite, et les procès-verbaux de l'Assemblée sont muets sur son compte.
Il a en outre été le propriétaire de Paysanne portant des fruits et Paysanne à la coupe de fruits, deux tableaux peints par Nicolas Tournier vers 1630.
Il est mort le 2 avril 1808 en son château de La Voûte à Marmanhac dans le Cantal.

## Sources
1. ↑  Joseph (1857-1935) Auteur du texte Pastisson, Marmanhac : histoire d'une commune de la Haute-Auvergne / Joseph Pastisson,..., 1929 (lire en ligne)
2. ↑  Joseph (1857-1935) Auteur du texte Pastisson, Marmanhac : histoire d'une commune de la Haute-Auvergne / Joseph Pastisson,..., 1929 (lire en ligne)

- Ressource relative à la vie publique :   - Base Sycomore
- « Jean II de Buisson de Bournazel », dans Adolphe Robert et Gaston Cougny, Dictionnaire des parlementaires français, Edgar Bourloton, 1889-1891 [détail de l’édition]